# Минувшее (альманах)
Минувшее — многотомный исторический альманах, который в 1986—1999 годах издавался сначала в Париже издательством «Atheneum», а затем в Москве и Санкт-Петербурге издательством «Феникс».
Альманах был фактически продолжением самиздатского исторического сборника «Память». Его главной темой были политические репрессии в СССР. В альманахе были опубликованы также различные материалы о литературе, искусстве, культуре, науке — статьи, документы, письма, воспоминания писателей, художников, ученых, религиозных деятелей. В первом номере альманаха говорилось: «Альманах «Минувшее» определяет себя как исторический. Он появляется в то время, когда интерес к отечественному прошлому стал повсеместным, а поиски исторической правды ощущаются не только делом профессионалов, но задачей всего общества... Альманах не ограничивает себя лишь пореволюционным периодом русской истории и событиями внутри страны. В равной степени интересуют нас связи России с другими странами, участие и вклад соотечественников в западную науку, жизнь русских поселений, история отдельных семей и эмигрантских организаций, судьба русской культуры за рубежом... Но ведущей темой остается, безусловно, новейшая история страны».
Альманах включал тщательно откомментированные публикации документов из государственных и семейных архивов. Редакторами альманаха были В.Е. Аллой и А.И. Добкин.
Тома 1-12 альманаха готовились в Ленинграде и Москве, а печатались в Париже в 1986-90 годах, в 1990-92 году были репринтно изданы в Москве. Тома 13-25 издавались сначала в Москве, а с 1993 года — в Санкт-Петербурге. Последний, 25-й, том альманаха содержит сквозной именной указатель и другие справочные материалы.